# Lithoaphis lithocarpi
Lithoaphis lithocarpi är en insektsart. Lithoaphis lithocarpi ingår i släktet Lithoaphis och familjen långrörsbladlöss. Inga underarter finns listade i Catalogue of Life.